# Awka South
Awka South è una delle ventuno aree di governo locale (local government areas) appartenenti allo stato di Anambra, in Nigeria. La capitale è la città di Awka.
Nel censimento del 2006 contava 189.049 abitanti.